# Cheritra massiva
Cheritra massiva är en fjärilsart som beskrevs av William Chapman Hewitson 1863. Cheritra massiva ingår i släktet Cheritra och familjen juvelvingar. Inga underarter finns listade i Catalogue of Life.